# Niel-bij-Sint-Truiden
Niel-bij-Sint-Truiden (fr. Niel-lez-Saint-Trond) – dzielnica (deelgemeente) gminy Gingelom w Belgii, w Regionie Flamandzkim, w prowincji Limburgia, w okręgu Hasselt. 1 stycznia 2020 roku liczyła 858 mieszkańców. Do 31 grudnia 1970 samodzielna gmina.

## Demografia
Liczba mieszkańców, stan na 1 stycznia:
| Rok                | 1930 | 1961 | 2020 |
| ------------------ | ---- | ---- | ---- |
| Liczba mieszkańców | 712  | 750  | 858  |